# دينيسي ريتشاردز
دينيسي ريتشاردز (بالإنجليزية: Dean Richards)‏ (9 يونيو 1974 برادفورد المملكة المتحدة - 26 فبراير 2011 ليدز المملكة المتحدة) هو لاعب كرة قدم بريطاني سابق كان يلعب كمدافع.

## روابط خارجية
- دينيسي ريتشاردز على موقع قاعدة بيانات كرة القدم.إي يو (الإنجليزية)
- دينيسي ريتشاردز على موقع Soccerbase.com (لاعب) (الإنجليزية)
- دينيسي ريتشاردز على موقع عالم كرة القدم.نت (الإنجليزية)